# Hakea epiglottis
Hakea epiglottis (лат.) — кустарник, вид рода Хакея (Hakea) семейства Протейные (Proteaceae), эндемик Тасмании. 

## Ботаническое описание
Hakea epiglottis — кустарник высотой до 3 м в высоту. Соцветия на мужских растениях имеют 2—8 цветков, тогда как на женских растениях 1—3 цветка. Прицветники длиной 3—4 мм на стебле длиной около 1 мм. Цветоножка длиной 3,5—5 мм с плоскими белыми шелковистыми волосками, простирающимися до чашелистиков, длиной 2,5—4 мм и бледно-жёлтыми внутри. Пестик имеет длину 5,5—6,5 мм. Плоды «S»-образной формы длиной 1,4—2,6 см. Листья игольчатые имеют длину 1,5—11 см и ширину 1—2 мм. Молодые листья покрыты рыжеватыми волосками, что отличает этот вид от сходной Hakea megadenia. Весной в пазухах листьев появляются цветки от белого до ярко-жёлтого цвета.

## Таксономия

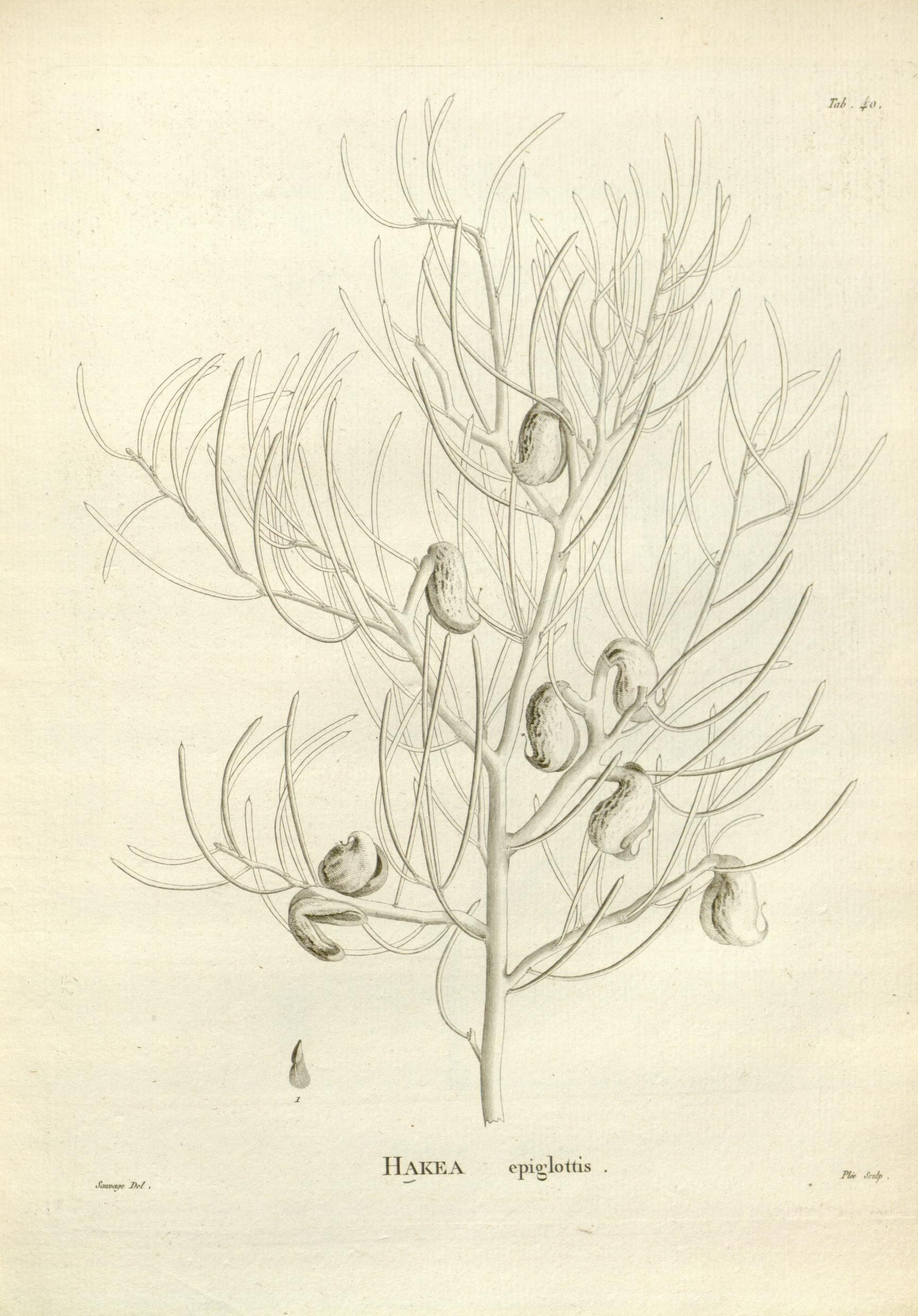
Иллюстрация к описанию Hakea epiglottis в Novae Hollandiae Plantarum Specimen (1805).

Вид Hakea epiglottis был описан Жаком Лабиллардьером в 1805 году в Novae Hollandiae Plantarum Specimen. Видовое название epiglottis — от древнегреческих слов epi, означающих «на» и glottis, означающее «устье горлышка», возможно, указывает на воспринимаемое сходство плода с глоткой.

## Подвиды
- Hakea epiglottis epiglottis — белые волоски на стеблях и у основания цветка. Более широко распространенный подвид встречается во всех, кроме северо-восточной части Тасмании.
- Hakea epiglottis smilliganii — на стебле желтовато-белые волоски, но у основания цветка рыжие волосы. Имеет более ограниченное распространение, ограниченное западным побережьем Тасмании между городом Зиан и заливом Маккуори.

## Распространение и местообитание
Hakea epiglottis — распространённый вид, встречающийся на всей Тасмании, кроме северо-восточного побережья. Растёт на торфяниках.